# Lövőpetri
Lövőpetri község Szabolcs-Szatmár-Bereg vármegyében, a Kisvárdai járásban található.

## Fekvése
A vármegye és egyben a Nyírség északkeleti részén fekszik, Kisvárdától mintegy 12 kilométerre délkeletre. A környék más települései közül Vásárosnamény 23, Nyírlövő 4, Pap 9, Aranyosapáti 8,5, Szabolcsbáka 5, Újkenéz 16, Tornyospálca 21, Jéke pedig 13,5 kilométer távolságra található.
A közvetlen szomszédos települések: észak felől Nyírlövő, északkelet felől Aranyosapáti, délkelet felől Gyüre, dél felől Gemzse, délnyugat felől Szabolcsbáka, északnyugat felől pedig Pap.

### Megközelítése
Csak közúton közelíthető meg, Nyírlövő felől a 4109-es útból dél felé kiágazó 41 107-es számú mellékúton, illetve Aranyosapáti felől egy számozatlan, alsóbbrendű úton.

## Nevének eredete
Lövőpetri nevének előtagja a szomszédos Nyírlövő településre utal. Petri utótagja személynévből ered, a latin Petrus név magyar Péter változatának -i birtokosképzős alakja: Petri (Péteré) jelentéssel.

## Címer
A kardot tartó kar jelzi azt a feltevést, mely szerint a település első lakói a határt védő besenyők voltak, ugyanakkor jelenti azt is, hogy a későbbi időkben a környéket teljes egészében szabad, nemes emberek lakták.
A község egyik legjelentősebb szülötte, Petry Gáspár, II. Rákóczi Ferenc kuruckapitánya volt. Ezért lett a címer alapszíne a piros-kék, amely a Rákóczi család címerszíne.
A nap ábrázolása jelzi az életet jelentő fényt, a simogató meleget, mindezek által a reményt a fennmaradásra.
A címerpajzs alsó részén található dombok a település domborzatát jelképezik, de benne van az a máig élő legenda is, mely szerint a „hármas szőlőhegyben” van elrejtve a Rákócziak kincse. A dombokon lévő fák is több jelentéssel bírnak. Községünket a múlt század végéig tölgyfaerdők vették körül, napjainkban pedig szépen fejlődő akácerdők ölelik.
A címerpajzsra korona került, mivel egy 1821-es pecsétlenyomatban már használták az elöljárók mint községi jelképet.

## Története
Az Árpád-kori falu már a honfoglalás óta megtelepedett hely. Lövőpetri és a szomszédos Nyírlövő is az akkori gyepűvonalon feküdt, ebből kifolyólag egykori lakóinak feladata a határ (gyepűvonal) védelme volt.

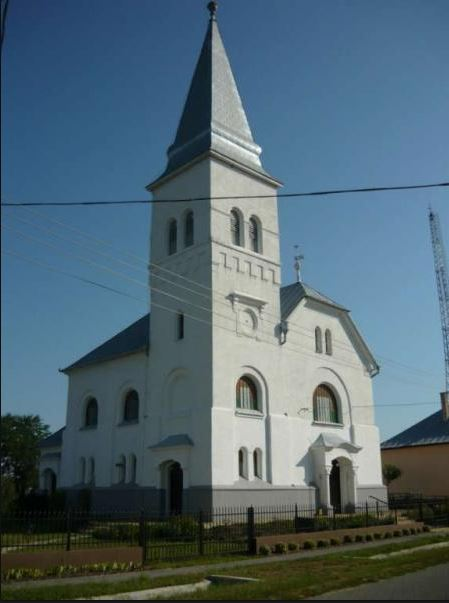
Református templom

A település egyutcás szalagtelkes útifalu; 1212-ben Zsurk határjárása során Petri néven jelenik meg először a forrásokban. A név személynévi eredetű, a latin Petrus-ból való Péter személynevünk -i birtokosképzős alakjából származik. Jelentése: a föld, a birtok Péteré. 

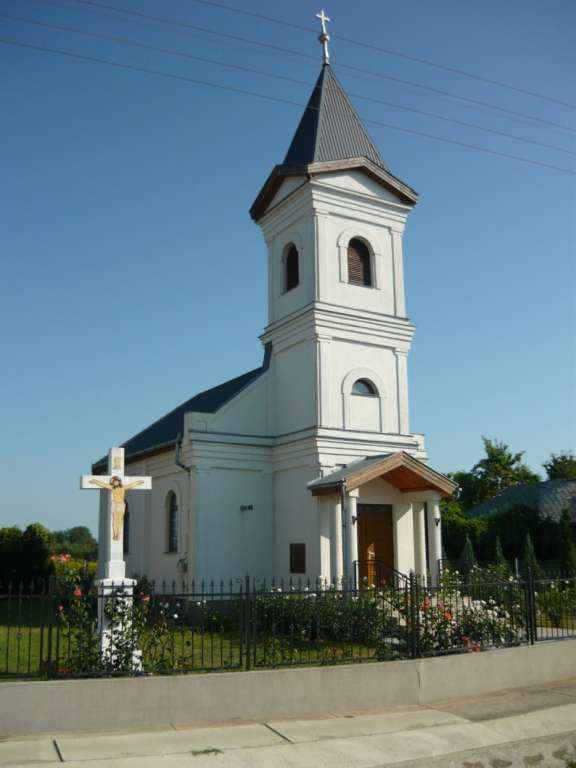
Szent X. Pius katolikus templom

Ez a névtípus a település XI-XII. századi alapítására vall. A lövő előtag kései eredetű a helynévben és a Nyírlövő mellett való fekvésére utal. A honfoglalás során a belső gyepű vonalán Petri lakóinak feladata a határ védelme volt. A besenyő eredetű Tomaj nemzetség birtokai Tornyos-Pálca és Lövő vonalán zárultak, Petri is ehhez a nemzetséghez tartozott. A középkorban királyi oklevelek folyamatosan említik a község nevét és a földbirtokost, Pető ispánt, akiről feltételezhető, hogy az őse volt a későbbi Petry de Lövey és Vitkay néven is emlegetett családoknak. Legnevezetesebb oklevelek: a Zsigmond korabeli perirat és tulajdonjogot igazoló oklevél. A XVIII. században kizárólag köznemesi családok alkották a falu népességét.
A kuruc korszak helyi eseményeit a községben keletkezett mondák is megőrizték. Ezek szerint a település határában magasodó Hárshegy Pethry Gáspár kurucainak volt a táborhelye. A kuruckapitány Lövőpetriből származott. A Hárshegy oldalában lévő üregek szolgáltak a harcosok búvóhelyéül. A monda szerint itt bujdosott maga Rákóczi is. A néphagyomány szerint a „hármas szőlőhegyben” rejtették el a fejedelmi család kincseit. 1782-85 közötti katonai leírásból kiderül: „hogy a helységtől nyugatra lévő rétek a mocsár miatt nagyrészt vizesek, mégis mindenütt - gyalog és lóháton egyaránt át lehet rajtok menni...A környéken a legmagasabb a Hársashegy, amelyről messzi vidéket át lehet tekinteni.” Ma a szabolcsbákai bekötőút mentén nem vizes a föld, sőt a legértékesebb termőföld itt található. 1893-ban Lövő-Petri körjegyzőségi székhellyé alakult, Nagy- és Kisbáka, valamint Lövő tartozott hozzá. Az I. világháborúban 10 lövőpetri hős áldozta életét, a II. világháborúból tizenkilencen nem tértek vissza. Nevüket a temetőben emlékmű őrzi.
A település első temploma 1786-ban épült, amelynek már harangtornya is volt, az építtető Petri Pethry Sándor. A faluban ma is álló református templomot Sesztina Jenő és neje Csanak Margit lövőpetri földbirtokosok építtették, 1907-ben. A görög és római katolikusok együtt emeltek templomot, melyet 1958-ban szenteltek fel. Napjainkban teszik le az új katolikus templom alapkövét.

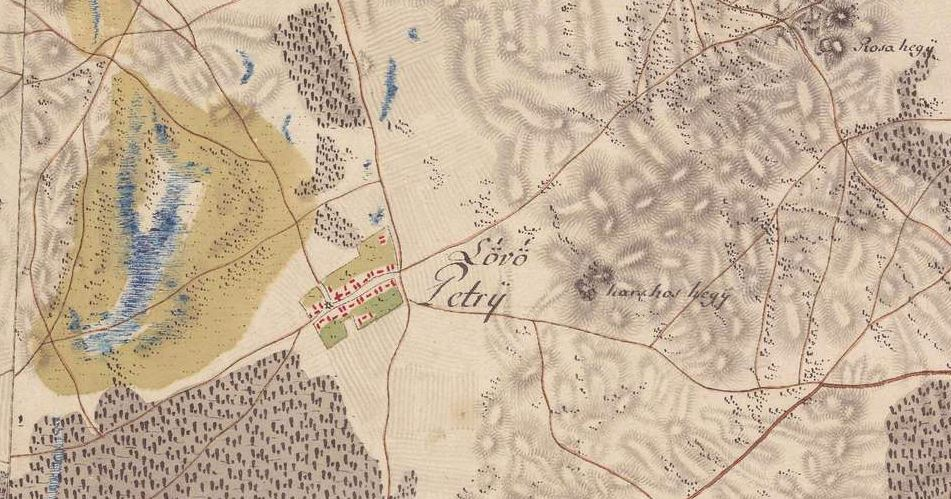
Lövőpetri és környéke 1770 körül

A rendszerváltás időszakában a politikai változásokkal párhuzamosan a gazdaságban is módosulások történtek, az új korszak kezdetét jelezte, hogy hazánkban Lövőpetriben osztottak először földet 1990-ben.
Az elmúlt tíz évben a községi infrastruktúra jelentősen fejlődött, kiépült a vezetékes gázhálózat, a háztartások 60%-a telefonnal rendelkezik, felépült az új egészségügyi komplexum és a szolgáltatóház, megkezdte működését az öregek napközi otthona, megújult a község óvodája. Megalakult elsőként a községi Polgárőr Egyesület, majd az Önkéntes Tűzoltóság is. Elkezdődött a "Gödrök Szabadidőpark" felújítása is. A park területére kemencét, pingpongasztalt, pavilon, szalonnasütőt építettek és elérhető egy vízcsap is. Focipálya és egy kisebb méretű tó is található itt.

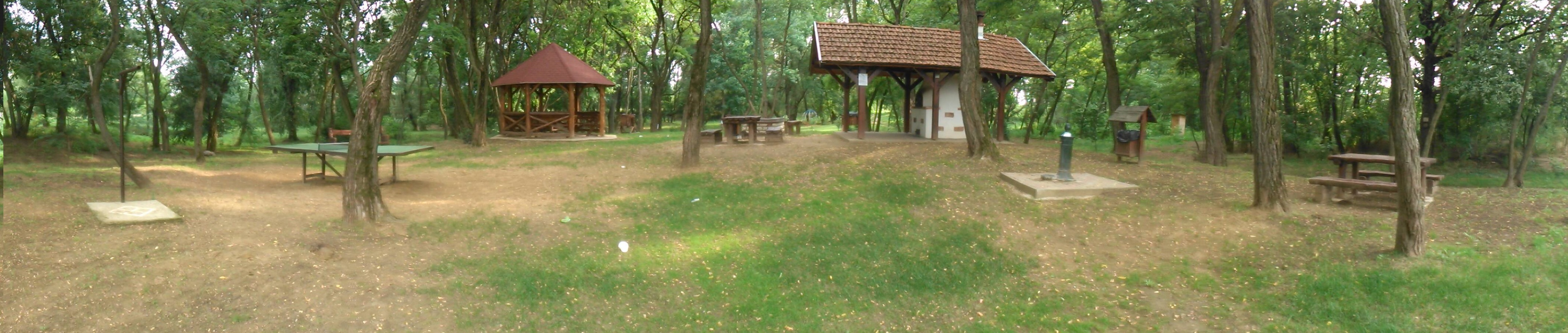
Gödrök Szabadidő park

A labdarúgócsapat, mely a városkörzeti bajnokságon évek óta jól szerepel, s hasonló eredményt ér el az ifi csapat. Különleges, hogy az iskola leánycsapata több országos versenyen dobogós helyen végzett a női fociban is. A község lakóinak nagy többsége a mezőgazdaságból él, legjelentősebb agrárterméke a településnek a nyírségi alma és a dinnye.

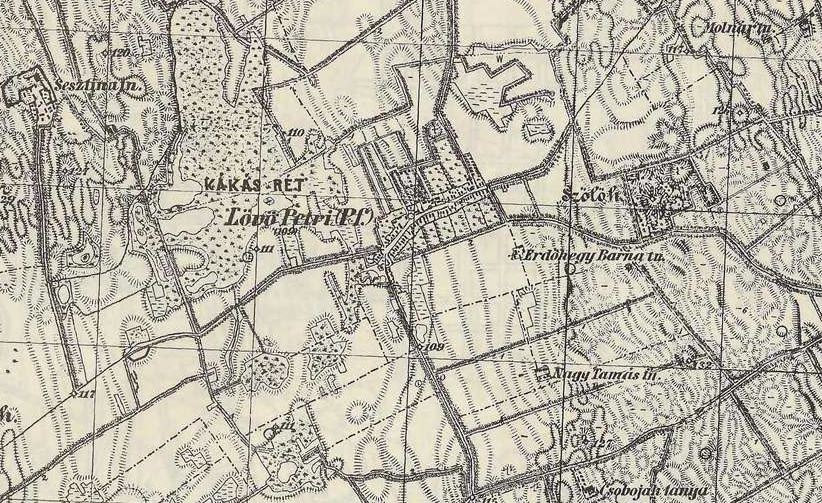
Lövőpetri 19. század második felében

## Közélete

### Polgármesterei
- 1990–1994: Tóth Imre (MDF)[3]
- 1994–1998: Szőke Ferenc (független)[4]
- 1998–2002: Szőke Ferenc (független)[5]
- 2002–2006: Szőke Ferenc (független)[6]
- 2006–2010: Szőke Ferenc (független)[7]
- 2010–2014: Tóth László József (független)[8]
- 2014–2019: Tóth László József (független)[9]
- 2019–2024: Tóth László József (független)[10]
- 2024– : Lukács József (független)[1]

## Népesség
A település népességének változása:
| Lakosok száma | 467  | 467  | 477  | 472  | 430  | 428  | 420  |
|               | 2013 | 2014 | 2015 | 2021 | 2022 | 2023 | 2024 |

2001-ben a község lakosságának közel 100%-a magyar nemzetiségűnek vallotta magát.
A 2011-es népszámlálás során a lakosok 99,3%-a magyarnak, 0,7% bolgárnak, 2,4% cigánynak, 0,2% örménynek, 0,2% románnak mondta magát (0,7% nem nyilatkozott; a kettős identitások miatt a végösszeg nagyobb lehet 100%-nál). A vallási megoszlás a következő volt: római katolikus 16,6%, református 62,2%, görögkatolikus 14,4%, evangélikus 0,4%, felekezeten kívüli 0,2% (5,4% nem válaszolt).
2022-ben a lakosság 95,3%-a vallotta magát magyarnak, 0,2% ukránnak, 0,2% bolgárnak, 1,4% egyéb, nem hazai nemzetiségűnek (4,7% nem nyilatkozott; a kettős identitások miatt a végösszeg nagyobb lehet 100%-nál). Vallásuk szerint 10,9% volt római katolikus, 58,6% református, 10,2% görög katolikus, 0,7% evangélikus, 0,2% ortodox, 2,1% felekezeten kívüli (17% nem válaszolt).

## Nevezetességei
- Evangélikus templom – 1882-ben épült. Az egyház a múlt században két régi nagy czinkannát is őrzött 1723-ból, melyek Petry Gáspár kuruckapitány és neje ajándékai voltak.
- Petry Gáspár kuruckapitány a falu szülötte volt, s a monda szerint itt bujdosott egy ideig II. Rákóczi Ferenc is, és itt a falu határában, a hármas szőlőhegyen rejtették el a fejedelmi család kincseit.